# Pardal suahili
El pardal suahili (Passer suahelicus) és un ocell de la família dels passèrids (Passeridae).

## Hàbitat i distribució
Habita sabanes d'Àfrica oriental, des del sud-oest de Kenya fins al sud de Tanzània.